# Randall Collins
Randall Collins (* 1941) ist ein US-amerikanischer Soziologe. Collins war 2010 bis 2011 Präsident der American Sociological Association. Er hat sich intensiv mit Interaktionsritualen befasst.

## Leben
Randall Collins Vater war im Auswärtigen Dienst tätig. Daher musste Collins oft umziehen. Die Auslandsaufenthalte und die damit einhergehenden Erlebnisse beeinflussten ihn nachhaltig. Nach Ende des Zweiten Weltkriegs hielt sich die Familie in Berlin auf, während des Kalten Krieges in Moskau und später in Südamerika.
Collins beobachtete einen Gegensatz zwischen beruflichem und privatem Verhalten im Kreis von Diplomaten. Seinen eigenen Aussagen zufolge motivierte ihn dieser Gegensatz dazu, sich mit den Gedanken des Soziologen Erving Goffman auseinanderzusetzen. Auf seine Wahrnehmung der Konflikte mit Korea führt er sein späteres Interesse an machtpolitischen Bezügen im Werk des Soziologen Max Weber sowie an Geopolitik zurück.
Als Jugendlicher besuchte er eine prep school in Neu England. Dort wurden ihm die Unterschiede der sozialen Klassen deutlich. In seinen Erlebnissen im Internat sieht er sein soziologisches Interesse an der obersten sozialen Schicht begründet.

## Studium und Beruf
Collins absolvierte 1963 den Bachelor of Arts an der Harvard College, 1964 den Master of Arts in Psychologie an der Stanford University und 1965 den Master of Arts in Soziologie an der University of California, Berkeley. Dort promovierte er 1969 in Soziologie. Er war dort bis 1977 tätig, zunächst als Assistant Professor, anschließend als Associate Professor.
Er war ab 1978 an der University of Virginia als Professor für Soziologie tätig und später Gastprofessor an der University of Arizona, der University of California, Los Angeles, der University of Southern California, der University of California, Riverside, der University of Chicago und der Harvard University. Im Jahr 1985 wurde er zum Professor an der University of California, Riverside, ernannt. Dort übernahm er 1987 den Vorsitz der Abteilung für Soziologie. Ab 1997 hielt er Dorothy Swaine Thomas Professor of Sociology an der University of Pennsylvania inne.
Er ist Fellow der American Academy of Arts and Sciences.

## Werk
Collins setzte seinen Fokus als Pionier der soziologischen Emotionsforschung auf die affektiven Phänomene in der Gesellschaft. Darauf aufbauend entwickelt er seine Theorie der Interaktionsrituale. Im Mittelpunkt dieses theoretischen Ansatzes steht das Konzept der dynamischen, emotionalen Energie von Akteuren. Diese Energie ist zum einen affektive Grundlage von sozialen Interaktionen. Andererseits erfasst diese Energie Vergesellschaftungsprozesse. Randall Collins bedient sich in seiner Theorie einem mikrosoziologischen Ansatz. Zentrale Fragestellung des Ansatzes ist, was Gesellschaften als Netzwerke von ungleichen und konfligierenden Gruppen, Akteuren und Organisationen zusammenhält.
Collins nimmt die Perspektiven von Émile Durkheim, Erving Goffman sowie Talcott Parsons ein. Dabei dient Collins Verständnis nach als Grundlage für alle drei Theoretiker die emotionale Dynamik. Auf dieser emotionalen Dynamik beruhen die vielfältigen kulturellen Symbole, sozialen Klassifikationen sowie ideologischen Systeme. Durkheim bestimmt in seiner Religionsstudie Rituale als einen Mechanismus, über den soziale Solidarität in Form von Emotionen und symbolischen Objektvariationen erzeugt und reproduziert werden. Nach Goffman können diese Rituale auch gegen das einzelne Individuum durchgeführt werden. Der Akteur entfaltet innerhalb dieses mikrosoziologischen Ansatzes eine symbolische Handlung. Diese Handlung entfaltet der Akteur, um von seiner Umwelt bestätigt und wahrgenommen zu werden.
Akteure durchlaufen während ihres Lebens eine Vielzahl von Interaktionsritualen, die daher Ketten genannt werden.
Elemente des Interaktionskettenmodels nach Randall Collins sind Effekte, Stimmungen und Emotionen der beteiligten Akteure. Diese Effekte, Stimmungen und Emotionen der beteiligten Akteure werden innerhalb einer Interaktionssituation beeinflusst sowie durch Symbole reproduziert und erzeugt. Als Variablen Collins Systems müssen mindestens zwei Akteure an der Interaktionssituation beteiligt sein. Zum einen sind diese Akteure Grenzen zur Inklusion beziehungsweise Exklusion von Akteuren. Zum anderen sind diese Akteure ein gemeinsamer Fokus auf ein Objekt. Bei diesem gemeinsamen Fokus auf ein Objekt ist die kulturelle Ähnlichkeit der Akteure bestimmt. Umso homogener die Stimmung der Akteure ist, umso intensiver werden diese das gemeinsame rituelle Ereignis wahrnehmen. Während der Interaktionssituation kommt es zu einer positiven oder negativen Empfindung gegenüber dem erlebten Ritual. Das Ritual führt im weiteren Kreislauf zu einer Art Gruppensolidarität. Es bringt eine emotionale Aufladung mit sich. Nach Collins stabilisiert und fixiert sich das gemeinsame Solidaritätsbefinden mit der Dauer der Durchführung des Rituals. Randall Collins zufolge ist demnach ein Interaktionsritual ein Energiespender verloren gegangener sozialer Bindungen und zukünftiger affektiver Bindungen.
Symbole sind hingegen kulturell, emotional aufgeladene Ressourcen, die zwischen Interaktionsritualen und der Herstellung von Emotionen bestehen. Mitgliedschaftssymbole sind z. B. mögliche Gesprächsthemen, zentrale kulturelle Ideen oder soziale Manieren. Diese Mitgliedschaftssymbole stellen das generalisierte kulturelle Kapital nach Pierre Bourdieu dar. Partikulares kulturelles Kapital ist der Bezug auf spezifische Personen, Erinnerungen an Namen, Gewohnheiten, sozialen Stellungen oder besprochene Themen.
Die Interaktionsketten bilden eine Gelegenheitsstruktur für Interaktion. Diese Gelegenheitsstrukturen sind abhängig von räumlichen und zeitlichen Verhältnissen sowie dem Gespür für verschiedene kulturelle Ressourcen. Diese Struktur bezeichnet Collins als Markt der Interaktionsrituale. Als Macht- und Statusrituale werden Interaktionen nach Collins bezeichnet, in denen Akteure Dritte zu einem Verhalten animieren, welches diese sonst nicht ausgeübt hätten. Bei Macht- und Statusritualen läge eine emotionale Energie für einen einzelnen Akteur vor. Die emotionale Energie läge also auch dann vor, wenn Interaktionen von freiwilligen Anerkennungen und Sympathien gekennzeichnet sind. So kann nach Randall Collins lediglich positive Emotion in emotionale Energie umgewandelt werden. Dagegen führen negative Emotionen zu emotionaler Leere. Bei dem Durchlaufen der Interaktionsrituale pendelt sich bei den betroffenen Akteuren ein relativ stabiles Niveau an emotionaler Energie ein. Kurzzeitige Gefühle, die bei vereinzelten Ritualen auftreten, können jedoch wiederum Einfluss auf das Langzeitempfinden nehmen.
Die Theorie der Interaktionsketten kann innerhalb der Konflikttheorie ebenso von einem makrosoziologischen Ansatz aus betrachtet werden. Dabei können soziale und kulturelle Differenzierungen von Gesellschaften, welche verschiedene Interessen bei Akteuren und in Subsystemen erzeugen, zu manifesten Konflikten führen.

## Rezeption in Deutschland
In der deutschsprachigen Soziologie wurden Collins neuere Arbeiten lange Zeit nicht intensiv rezipiert. Unter anderem seine Nähe zu naturwissenschaftlichen und massenpsychologischen Theorietraditionen wurde kritisiert. In letzter Zeit erfolgte jedoch vermehrt eine positive Bezugnahme, in deren Rahmen Collins sich auch mit der Kritik auseinandersetzte.

## Literarisches
Ende der 1970er Jahre schrieb Collins den Kurzroman The Case of the Philosopher’s Ring, den er selbst als an Sherlock Holmes angelehnt beschrieb.

## Werke
- R. Collins: Explosive Conflict. Time-Dynamics of Violence. Routledge, London 2022, ISBN 978-1-0321-5770-2.
- mit Immanuel Wallerstein u. a.: Does Capitalism have a Future? Oxford University Press, 2013.
  - deutsche Übersetzung von Thomas Laugstien: Stirbt der Kapitalismus? Fünf Szenarien für das 21. Jahrhundert. Campus, Frankfurt/New York 2014, ISBN 978-3-593-50176-5.
- R. Collins: Dynamik der Gewalt: eine mikrosoziologische Theorie. Hamburger Edition, Hamburg 2011, ISBN 978-3-86854-230-1.
- R. Collins: Konflikttheorie: ausgewählte Schriften. Springer VS, Wiesbaden 2010, ISBN 978-3-531-16925-5.
- R. Collins: Violence. A Micro-Sociological Theory. Princeton University Press, 2008.
- R. Collins: Interaction ritual chains. Princeton University Press, 2004.
- R. Collins: The sociology of philosophies: A global theory of intellectual change. Harvard University Press, 2000.
- R. Collins: On the microfoundations of macrosociology. In: American journal of sociology. 1981, S. 984–1014.
- R. Collins: The credential society: An historical sociology of education and stratification. Academic Press, New York 1979, S. 131–131.
- R. Collins, J. Annett: Conflict sociology: Toward an explanatory science. Academic Press, New York 1975, S. 351.
- R. Collins: Functional and conflict theories of educational stratification. In: American Sociological Review. 1971, S. 1002–1019.

## Auszeichnungen
Collins erhielt zahlreiche Auszeichnungen, darunter:
- 2002: Ludwik Fleck Preis für das beste Buch für sein Werk The Sociology of Philosophies, Society for Social Studies of Science
- 2004: Scholarly Publication Award für sein Werk Interaction Ritual Chains, Sektion Sociology of Emotions der American Sociological Association
- 2004: Lifetime Achievement Award Sektion Sociology of Emotions der American Sociological Association
- 2008: Ehrendoktorwürde der Universität Amsterdam
- 2010 bis 2011: ernannt zum Präsidenten der American Sociological Association